# Radobica
Radobica (hongrois : Radóc) est un village de Slovaquie situé dans la région de Trenčín.

## Histoire
La première mention écrite du village date de 1324.

## Démographie

### Évolution de la population
| Année:               | 1994. | 2004.   | 2014.   | 2024.   |
| -------------------- | ----- | ------- | ------- | ------- |
| Nombre de personnes: | 621   | 566     | 555     | 574     |
| Différence:          |       | -8,85 % | -1,94 % | +3,42 % |

| Année:               | 2023. | 2024.   |
| -------------------- | ----- | ------- |
| Nombre de personnes: | 580   | 574     |
| Différence:          |       | -1,03 % |